# 귀가
《귀가》는 1989년 6월 11일 MBC TV에서 방영된 베스트셀러극장이다.

## 줄거리
추 사장(홍성민)은 어느날 리어카를 끌고 다니는 부부를 그린 동양화 한 점을 6백만 원에 매입한다.
추 사장의 아내 마 여사(강부자)는 화투판에서 1백여만 원의 빚을 지는 바람에 돈이 궁해지게 되자 그 동양화를 몰래 팔려고 내놓지만 화상(변희봉)은 그 그림이 가짜라고 말한다.
화가 난 마 여사는 그림을 쓰레기통에 내팽개친다.
추 사장 집 앞을 지나던 채소장사 부부(임현식, 안명숙)는 자신들을 소재로 그린 그 그림을 소중하게 집어든다.

## 출연
- 홍성민
- 강부자
- 임현식
- 안명숙
- 변희봉
- 윤문식
- 한영숙
- 신신애
- 이숙
- 박종관
- 김복희
- 박칠용
- 김을동
- 김창봉
- 유승봉
- 정선일
- 문창근